# Oreopanax paramicola
Oreopanax paramicola är en araliaväxtart som beskrevs av J. Francisco Morales och Idarraga. Oreopanax paramicola ingår i släktet Oreopanax och familjen Araliaceae. Inga underarter finns listade.